# Немілостівий Віталій Олександрович
Віталій Олександрович Немілостівий (нар. 26 квітня 1968, Харків) — колишній заступник міністра з питань стратегічних галузей промисловості, народний депутат України VII скликання, Голова Всеукраїнського об'єднання організації роботодавців Федерації роботодавців машинобудівної промисловості, Голова ФРУ Дефенс, волонтер[джерело?].

## Освіта
1994 року закінчив Харківський педагогічний інститут, 2001 — отримав другий диплом і кваліфікацію юриста, закінчивши Національну юридичну академію.

## Біографія
- 1995–1997 — директор з зовнішньоекономічної діяльності АТ «Автомобілі Росії».
- 1997 — президент асоціації «Слобода».
- 1997–2001 — голова правління ВАТ «Будгідропривід».
- 2001–2002 — радник ВАТ «Будгідропривід».
- 2002–2003 — генеральний директор ТОВ "ІОЦ «Машгідропривід».
- 2003–2004 — голова правління ЗАТ «ХЗТУ».
- З 2004 — голова наглядової ради ЗАТ «ХЗТУ».
- 2004 — виконавчий директор ТОВ «Будгідропривід».
- 2003–2005 — генеральний директор корпорації «УкрІннМаш»
- 2005–2006 — президент корпорації «УкрІннМаш».
- 2006–2007 — перший заступник генерального директора ДП «Завод ім. Малишева» з питань стратегічного планування та реструктуризації.
- 2007–2007 — в.о. генерального директора ДП «Завод імені В. О. Малишева», згодом — генеральний директор.
- Грудень 2007 — березень 2010 — Перший заступник Міністра промислової політики України[3][4].
- Березень 2010 — жовтень 2011 — заступник Міністра промислової політики України[5][6].
- Листопад 2011 — липень 2012 — Президент асоціації «Слобода»
- Липень 2011 — листопад 2012 — Почесний Голова Корпорації «УкрІннМаш»
- 12.12.2012 — 27.11.2014 — Народний депутат України 7 скликання, Секретар комітету Верховної Ради України з питань промислової та інвестиційної політики, Член спеціальної контрольної комісії ВРУ з питань приватизації.
- Січень 2015 — липень 2020 — Почесний Голова Корпорації «УкрІннМаш»[джерело не вказане 1864 дні].
- Грудень 2016 — серпень 2020 — Голова Комітету Федерації роботодавців України з розвитку промисловості, державних закупівель та співпраці з державним сектором економіки[джерело не вказане 1864 дні].
- Грудень 2018 — серпень 2020 — Заступник Голови Спільного представницького органу сторони роботодавців на національному рівні
- Жовтень 2020 — січень 2021 — заступник Міністра з питань стратегічних галузей промисловості України
- Січень 2021 — по сьогодні — Почесний Голова Корпорації «УкрІннМаш»
- Серпень 2024 — Голова ФРУ Дефенс

Депутат Комінтернівської райради міста Харкова (2002–2006). Був членом Партії зелених України, невдало балотувався від неї під час місцевих виборів 2006 року.
На парламентських виборах 2012 р. був обраний депутатом Верховної Ради України від партії Всеукраїнське об'єднання «Батьківщина», № 62 в списку. Під час виборів очолював виборчій штаб Об'єднаної опозиції в Харківській області. Безпартійний.
Був Секретарем Комітету ВРУ з питань промислової та інвестиційної політики, членом Спеціальної контрольної комісії з питань приватизації у VII скл.
4 квітня 2013 р. вийшов з фракції партії «Батьківщина» та подав заяву про складання депутатських повноважень.
21 січня 2021 року звільнений з посади заступника міністра з питань стратегічних галузей промисловості після скандалу з патрульними, котрі зупинили його під час керування автомобілем напідпитку.

## Нагороди та державні ранги
- Подяка Харківського міського голови, почесні грамоти виконкому Комінтернівської районної ради та Виконкому Харківської міської ради, почесна грамота Харківської ОДА, Президентська нагорода «За старанність», орден «За патріотизм» ІІ ступеня, нагрудний знак "Захисник України" від 22.04.2019 року від РНБО, нагрудний знак ДСНС "Знак Пошани" від 30.06.2022 року, медаль Міністерства оборони України "За сприяння Збройним Силам України" від 21.07.2022 року, почесний нагрудний знак Головнокомандувача ЗСУ "За сприяння війську" від 10.10.2022 року, відзнака ГУР Міністерства оборони України - медаль "30 років воєнній розвідці України" від 24.11.2022 року, Подяка Голови Верховної ради України 24.08.2023 року.
- 1-й ранг державного службовця України.
- Заслужений працівник промисловості України (24 серпня 2013)[10].